# Tipula (Acutipula) schulteni
Tipula (Acutipula) schulteni is een tweevleugelige uit de familie langpootmuggen (Tipulidae). De soort komt voor in het Afrotropisch gebied.